# Notre pain quotidien (film, 1934)
Pour les articles homonymes, voir Notre pain quotidien.
Pour plus de détails, voir Fiche technique et Distribution.
Notre pain quotidien (Our Daily Bread) est un film américain réalisé par King Vidor, sorti en 1934.

## Synopsis
New York, début des années 1930. John et Mary Sims, pauvres et chômeurs, héritent d'une ferme abandonnée. John, dépourvu de connaissances en agriculture, rencontre un paysan chassé du Minnesota et lui propose de venir travailler avec lui. Plus tard, à l'aide de panneaux, il invite d'autres personnes sans travail à mettre en commun leurs compétences techniques ou professionnelles. Une coopérative est alors fondée. Bientôt, chaque famille possède sa propre maison. Sally, une jeune femme en détresse, s'installe au sein de la communauté et entreprend de séduire John, maintenant responsable de la coopérative. Le maïs a poussé mais une grave sécheresse menace d'anéantir la récolte. Après une phase de découragement, John se ressaisit et pousse ses compagnons à creuser un canal favorisant l'irrigation des champs asséchés.

## Fiche technique
- Titre original : Our Daily Bread
- Titre français : Notre pain quotidien
- Réalisation : King Vidor
- Scénario : Elizabeth Hill
- Dialogues : Joseph L. Mankiewicz
- Photographie : Robert H. Planck
- Montage : Lloyd Nosler
- Musique : Alfred Newman
- Production : King Vidor
- Société de production : Viking Productions
- Société de distribution : United Artists
- Pays d'origine :  États-Unis
- Langue originale : anglais
- Format : Noir et blanc - 35 mm — 1,37:1 - Mono (Western Electric Sound System)
- Genre : Drame
- Durée : 80 minutes
- Date de sortie :
  - États-Unis : 28 septembre 1934

## Distribution
- Karen Morley : Mary Sims
- Tom Keene : John Sims
- Barbara Pepper : Sally
- Addison Richards : Louie Fuente
- John Qualen : Chris Larsen
- Lloyd Ingraham : Oncle Anthony

Acteurs non crédités
- Harry Bernard : le patron

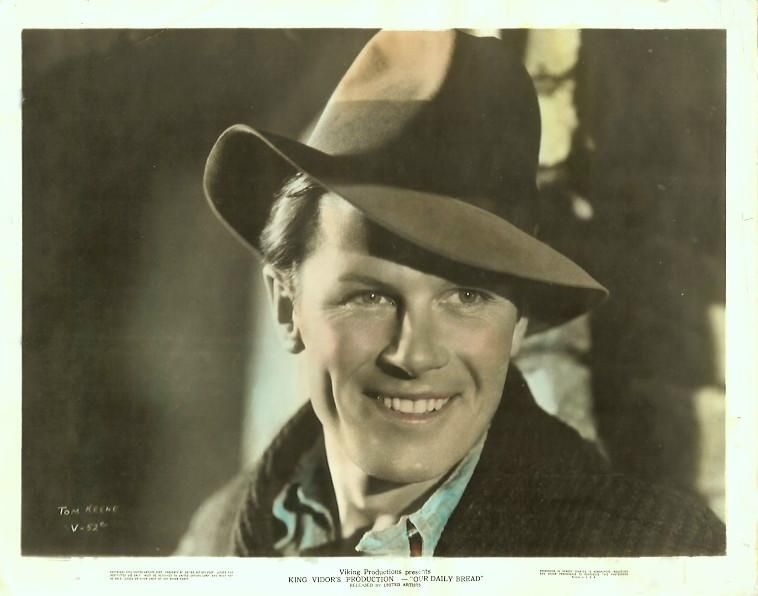
Tom Keene

- Clarence Geldart : membre de la communauté

## Autour du film
- King Vidor écrivit, à propos d'une de ses œuvres les plus célèbres : « La jeunesse n'imagine pas ce que fut la crise américaine au début des années 1930 avec le chômage et la dépression, les marches de la faim. Je voulus reprendre alors les deux protagonistes de La Foule, comme un couple américain type vivant cette dure période. […] Chaplin appuya mon projet et me fit signer un contrat par l'United Artists. J'allai alors trouver un banquier. Quand il lut dans mon découpage qu'une banque obligeait un shérif à vendre une terre aux enchères malgré l'hostilité des campagnards, il refusa de financer le film, et je refusai de couper la scène, pareille à celles qui avaient lieu partout dans le pays. J'engageai alors dans la production ma maison, mon auto, toutes mes économies pour financer une production à petit budget (150 000 dollars). »[1]